# Салтаим
Салтаим — озеро на юге Западно-Сибирской равнины. Находится в Крутинском районе Омской области, входит в систему Больших Крутинских озёр (Ик, Салтаим, Тенис).
Площадь — 146 км². Средняя глубина — 0,9 м, наибольшая — 1,7 м. Питание в основном снеговое. Высокие уровни в мае-июне, низкие — в сентябре-октябре. Ледостав в конце октября, ледоход в мае. Соединено с озером Тенис.

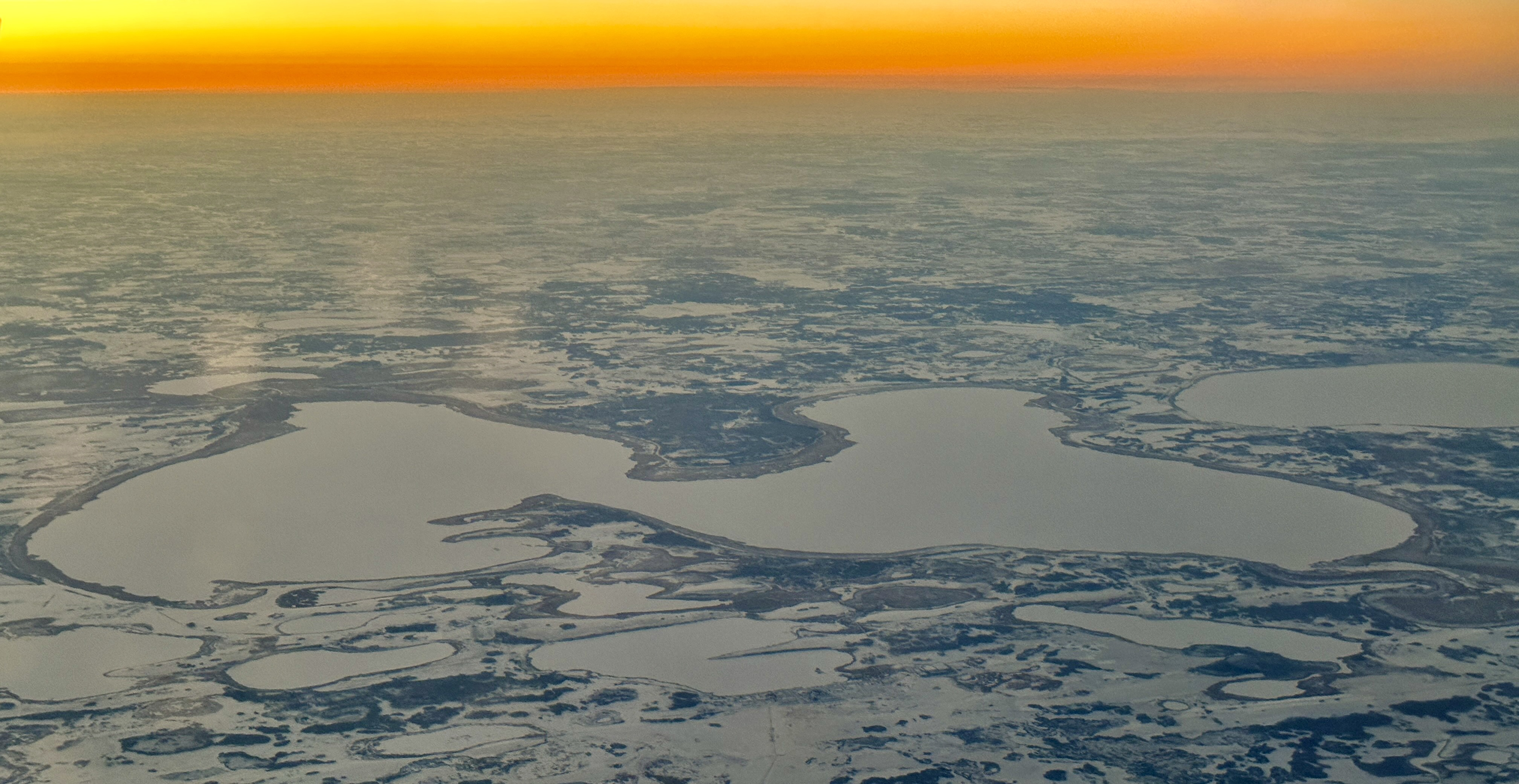
Вид с самолёта. Слева направо (с востока на запад): Тенис, Салтаим, Ик.

В озеро Салтаим впадают реки Китерма (исток из озера Ик) и Челдак.

## Животный мир
На озере гнездится кудрявый пеликан, внесённый в Красную книгу, и другие редкие птицы. Озеро богато рыбой и славится интересной рыбалкой. Водятся карась, карп, судак и другие рыбы.

## Ближайшие населённые пункты
Деревни:
- Усть-Китерма,
- Салтаим,
- Берёзова,
- им. Максима Горького.